# 东湾镇 (靖远县)
东湾镇，是中华人民共和国甘肃省白银市靖远县下辖的一个乡镇级行政单位。

## 行政区划
东湾镇下辖以下地区：
银三角社区、滋泥水村、三合村、大坝村、砂梁村、杨柳村、瓜园村、南头村、东湾村、红柳村和冯园村。